# Shark Attack – Sie lauern in der Tiefe!
Shark Attack – Sie lauern in der Tiefe! (Originaltitel: Malibu Shark Attack) ist ein australisch-kanadischer Fernsehfilm des Horrorthriller-Genres mit Splatter-Elementen aus dem Jahr 2009. In Brisbane, Queensland, und Gold Coast, Queensland, für den US-amerikanischen Fernsehsender Syfy gedreht, erlebte der schwach bis mäßig bewertete Streifen dort am 25. Juli 2009 seine Erstausstrahlung. Die Veröffentlichung in Deutschland erfolgte am 26. Februar 2010 als DVD- und Blu-ray-Ausführung.

## Handlung
Ein Seebeben erschüttert die Strand-Idylle der kalifornischen US-Stadt Malibu und löst einen Tsunami aus, der nicht nur die zuvor arglosen Touristen in Panik versetzt, sondern auch eine vorerst unsichtbare Gefahr aus den Tiefen des Meeres aufschreckt: praktisch unbekannte und sogar für ausgestorben gehaltene, jedoch extrem aggressive Koboldhaie, die – begünstigt durch den vom Tsunami erhöhten Wasserstand – Jagd auf ihre nun hilflosen Opfer machen. Besonders brenzlig wird die Situation für die Rettungsschwimmer Barb, Chavez, Doug und Heather, die sich, gefangen in einer Rettungsstation, mit ihren gnadenlosen Kontrahenten arrangieren und fortan ums Überleben kämpfen müssen.

## Rezeption
Shark Attack – Sie lauern in der Tiefe! erhielt insgesamt eher unterdurchschnittliche Bewertungen, wobei besonders die Qualität der Effekte und Animationen wie auch die Einfachheit sowie Anspruchslosigkeit der Filmhandlung bemängelt wurden.

„Nicht nur, dass scheinbar ein geringeres Budget zur Verfügung stand und damit die Haie deutlich sichtbar digitaler Natur sind … oder der Film vollgestopft mit jeder Menge Logiklücken und Filmfehlern ist, auch ansonsten wirken Handlung, Dialoge und allen voran die Charaktere reichlich unausgegoren […] Viel Blut, viele Tote, simple aber solide Splatterunterhaltung […] Insbesondere durch das gute Tempo dürfte der Streifen Freunden der anspruchslosen, aber blutigen Unterhaltung genügen. Die gelungene Strandstimmung, die zu Beginn mit Musik und den Kamerafahrten gekonnt erzeugt wird, trägt ihr Übriges dazu bei. Für eine … gute Wertung … fehlen stellenweise Abwechslung und, natürlich, jede Menge Tiefgang.“

„Mit etwas mehr Budget und glaubwürdigeren Haien hätte der Film durchaus was werden können, selbst die Darsteller sind noch akzeptabel, aber so kommen bestenfalls Trashfans … auf ihre Kosten.“

Die Programmzeitschrift TV Spielfilm beschrieb den Film: „Tsunami und Koboldhaie (mit großen Nasen!) bedrohen Bikini-Babes“ und bewertete den Film mit einem symbolischen „Daumen nach unten“.